# Josef Vrana
Josef Jaroslav Vrana (17. října 1905 Stříbrnice u Kojetína – 30. listopadu 1987 Olomouc) byl český římskokatolický biskup, apoštolský administrátor olomoucké arcidiecéze (1973 – 1987). Kvůli značné vstřícnosti projevované vůči komunistické vládě a svému členství a později otevřené podpoře sdružení Pacem in terris je považován za kontroverzní postavu. Katolický disident Václav Benda dokonce nazval Vranu kolaborantem.

## Život
Josef Vrana vystudoval Arcibiskupské gymnázium v Kroměříži (maturoval v roce 1924) a poté Bohosloveckou fakultu v Olomouci. V roce 1928 byl vysvěcen na kněze a poté se stal prefektem a v roce 1935 profesorem na rodném gymnáziu, kde působil až do jeho zrušení komunisty v roce 1950 (učil zeměpis a tělocvik).
Po roce 1950 působil postupně v duchovní správě v Roštíně, Zlíně (tehdy Gottwaldově), Velehradě (1954–1959) a Uherském Brodě (1959–1963). Poté přešel do Olomouce, kde se stal kanovníkem a kapitulním vikářem – toto povýšení dosažené zejména tlakem komunistických orgánů bylo výsledkem jeho povolnosti a ochoty přizpůsobit se požadavkům Státního úřadu pro věci církevní. Od roku 1964 spolupracoval se Státní bezpečností jako agent.
V roce 1973 jej papež Pavel VI. na nátlak komunistické vlády jmenoval titulárním biskupem a apoštolským administrátorem olomoucké arcidiecéze. Vrana neměl nikdy plnou důvěru Vatikánu, který striktně odmítl jeho jmenování arcibiskupem olomouckým, které československá vláda navrhovala, souhlasil však s jeho jmenováním apoštolským administrátorem, pokud bude umožněno jmenovat spolu s ním i další biskupy.
Jako člen biskupského sboru Vrana prosazoval povolnost vůči vládě a podporoval sdružení Pacem in terris, v jehož řadách a předsednictvu zůstal i jako biskup, přestože byl jmenován výměnou za příslib, že SKD-PIT opustí. Zároveň se však snažil svědomitě plnit povinnosti správce arcidiecéze. Neměl důvěru ani ostatních biskupů a věřících, kteří jej z části považovali za zrádce, ani státu, který mu sice uděloval státní vyznamenání, na druhé straně ale omezoval jeho činnost a odposlouchával jeho telefony a kancelář.
V říjnu 1975 obdržel čestný doktorát teologie od režimem ovládané Cyrilometodějské bohoslovecké fakulty v Litoměřicích, katolická církev jej ale odmítla uznat.
Opakovaně se dostával do střetů s mnohem méně poddajným pražským arcibiskupem Františkem kardinálem Tomáškem, zejména pak po roce 1982, kdy ignoroval dokument Kongregace pro klérus Quidam episcopi, který zakazoval kolaborantské hnutí Pacem in terris.
Nedůstojný postoj biskupa Vrany ke státní moci nalezl i ohlas v undergroundové poezii:
| „                    | V bělostné říze biskup Vrana věří tak, jak mu věří strana. Než trochu je mi s podivem, že při mši svaté místo křížem nežehná srpem a kladivem. | “ |
| — Ivan Martin Jirous | |   |

Podle J. Vrany byla volně vytvořena fiktivní postava Rudolfa Havraje v románu Kateřiny Tučkové Bílá Voda (2022).